# Filip Bobek
Filip Andrzej Bobek (sinh ngày 9 tháng 10 năm 1980 tại Gdańsk) là một diễn viên người Ba Lan. Anh nổi tiếng với vai diễn trong bộ phim BrzydUla.
Filip Bobek theo học tại Học viện nghệ thuật sân khấu quốc gia Aleksander Zelwerowicz ở Warsaw. Anh bắt đầu sự nghiệp diễn xuất của mình với một vai trong loạt phim ngắn về các thí nghiệm hoá học đã được đưa vào sách giáo khoa giảng dạy và một vai trong phim quảng cáo cho thanh sô-cô-la Prince Polo.

## Thành tích nghệ thuật
| Năm  | Tựa đề           | Vai diễn            | Ghi chú |
| ---- | ---------------- | ------------------- | ------- |
| 2007 | Ranczo Wilkowyje | Nhân viên giao hoa  |         |
| 2010 | Weekend          | Dân chơi            |         |
| 2011 | 80 Million       | Władysław Frasyniuk |         |
| 2011 | Suicide Room     | Marcin              |         |
| 2015 | Wkręceni 2       | Leo Brant           |         |

| Năm       | Tựa đề                 | Vai diễn              | Ghi chú                        |
| --------- | ---------------------- | --------------------- | ------------------------------ |
| 2005      | Kryminalni             | Piotr Konopka         | Tập "Wypadek"                  |
| 2005      | Magda M.               | Marcin Kołodziejczyk  | Tập 15                         |
| 2005      | Na dobre i na złe      | Mateusz               | Tập "Wesele w Leśnej Górze"    |
| 2006      | Daleko od noszy        | Bệnh nhân             | Tập "Leczenie eksperymentalne" |
| 2006      | Na Wspólnej            | "Długi"               | Tập 662                        |
| 2006      | Pensjonat pod Różą     | Robert                | 2 tập                          |
| 2006–2007 | Kopciuszek             | Maks                  |                                |
| 2006      | Egzamin z życia        | Nhà báo của Music TV  | 2 tập                          |
| 2006      | Oficerowie             | Người tạo âm          | 4 tập                          |
| 2008–2009 | BrzydUla               | Marek Dobrzański      | Vai chính                      |
| 2008–2009 | Barwy szczęścia        | Giám đốc nghệ thuật   | 13 tập                         |
| 2010–2011 | Prosto w serce         | Artur Sagowski        | Vai chính                      |
| 2010      | Hotel 52               | Bác sĩ Hubert Dębski  | 3 tập                          |
| 2010      | Klub szalonych dziewic | Dawid Rietman         | Nhân vật định kỳ               |
| 2012      | Czas honoru            | Gustaw                | 7 tập                          |
| 2012      | Komisarz Alex          | Filip Miler           | Tập "Mordercze lato"           |
| 2012–2013 | Hotel 52               | Tomasz Rosiecki       |                                |
| 2013      | 2XL                    | Albert Bielewicz      |                                |
| 2013      | Ojciec Mateusz         | Wojtek Dereń          | Tập "Laweciarze"               |
| 2014–2015 | Friends                | Szymon                | Nhân vật định kỳ               |
| 2015–2016 | Singielka              | Mikołaj Suszyński     |                                |
| 2016      | Bodo                   | Aleksander Żabczyński | Tập 12                         |
| 2018      | Komisarz Alex          | Michał Przybysz       | Tập "Wszystko w rodzinie"      |
| 2018–nay  | Na dobre i na złe      | Bác sĩ Marcin Molenda |                                |
| 2018–nay  | W rytmie serca         | Piotr Nowacki         |                                |

## Giải thưởng
- Giải thưởng Telekamery cho hạng mục Nam diễn viên chính xuất sắc nhất (2010)
- Giải thưởng Viva! Najpiękniejsi cho Người đàn ông Ba Lan đẹp trai nhất (2010)
- Giải thưởng thời trang Oskary cho Nam diễn viên Ba Lan mặc đẹp nhất (2011)[4]